# Рейл-Прери (тауншип, Миннесота)
Рейл-Прери (англ. Rail Prairie) — тауншип в округе Моррисон, Миннесота, США. На 2000 год его население составило 143 человека.

## География
По данным Бюро переписи населения США площадь тауншипа составляет 107,2 км², из которых 102,0 км² занимает суша, а 102,0 км² — вода (4,86 %).

## Демография
По данным переписи населения 2000 года здесь находились 143 человека, 61 домохозяйство и 43 семьи. Плотность населения —  1,4 чел./км². На территории тауншипа расположено 139 построек со средней плотностью 1,4 построек на один квадратный километр. Расовый состав населения: 100,00 % белых.
Из 61 домохозяйств в 18,0 % воспитывались дети до 18 лет, в 68,9 % проживали супружеские пары, в 1,6 % проживали незамужние женщины и в 27,9 % домохозяйств проживали несемейные люди. 26,2 % домохозяйств состояли из одного человека, при том 16,4 % из — одиноких пожилых людей старше 65 лет. Средний размер домохозяйства — 2,34, а семьи — 2,80 человека.
18,2 % населения — младше 18 лет, 7,0 % — в возрасте от 18 до 24 лет, 22,4 % — от 25 до 44, 28,0 % — от 45 до 64, и 24,5 % — старше 65 лет. Средний возраст — 47 лет. На каждые 100 женщин приходилось 104,3 мужчин. На каждые 100 женщин старше 18 приходилось 105,3 мужчин.
Средний годовой доход домохозяйства составлял 33 958 долларов, а средний годовой доход семьи —  34 583 доллара. Средний доход мужчин —  39 375  долларов, в то время как у женщин — 21 250. Доход на душу населения составил 18 184 доллара. За чертой бедности не находилась ни одна семья и 1,5 % всего населения тауншипа, из которых 4,9 % старше 65 лет.